# Zèbre de Burchell (sous-espèce)
Equus quagga burchellii
Pour les articles homonymes, voir zèbre de Burchell.
Sous-espèce
Le zèbre de Burchell (Equus quagga burchellii) est une sous-espèce du zèbre des plaines. Il a été nommé d'après l'explorateur et naturaliste britannique William John Burchell. Il est également appelé bontequagga, zèbre de Damara (Gray, 1824).
Le zèbre de Burchell est la seule sous-espèce de zèbre qui peut être légalement élevée pour la consommation humaine au Royaume-Uni mais aussi en France.

## Morphologie

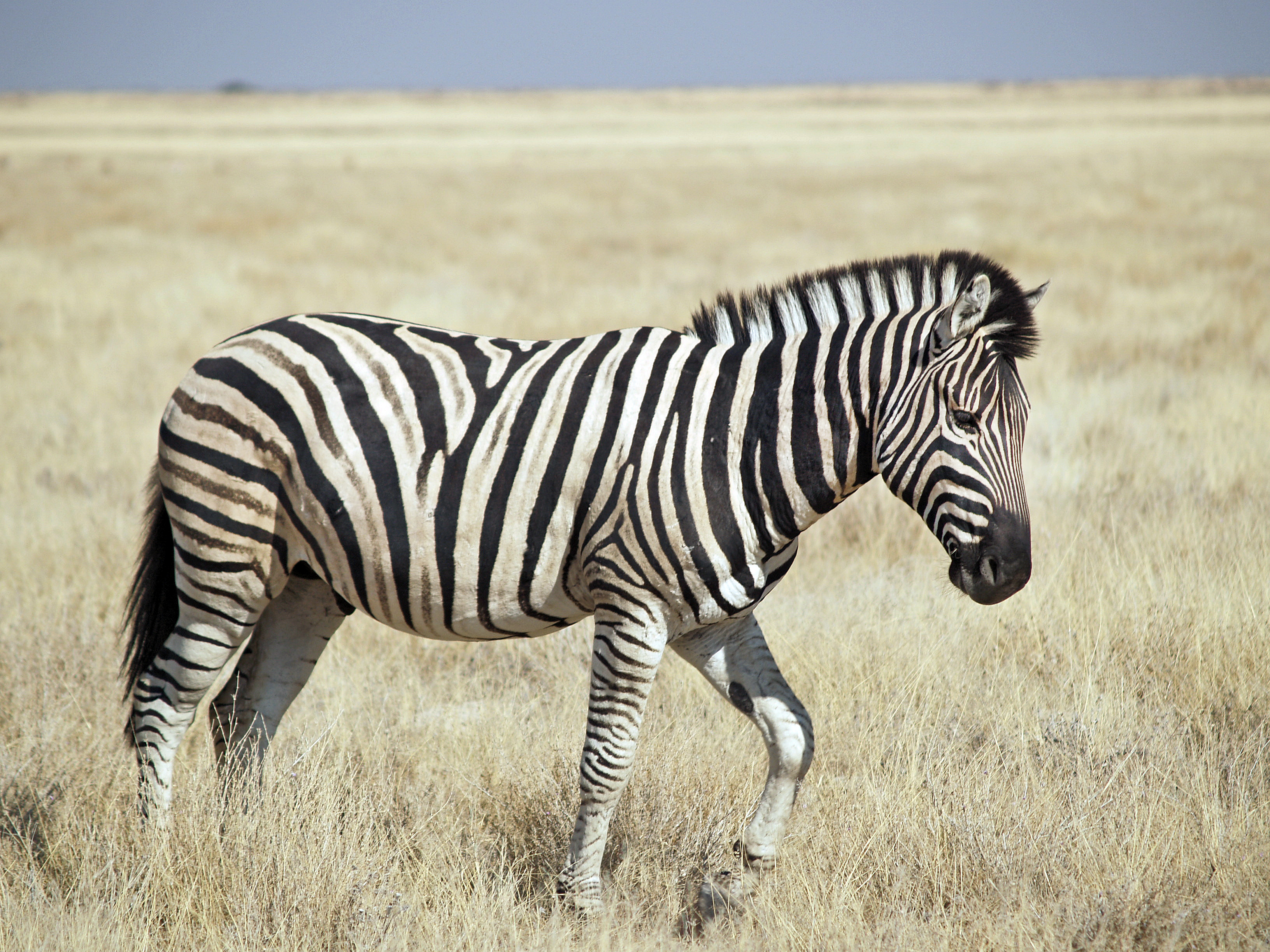
Zèbre de Burchell mâle au Parc national d'Etosha, en Namibie.

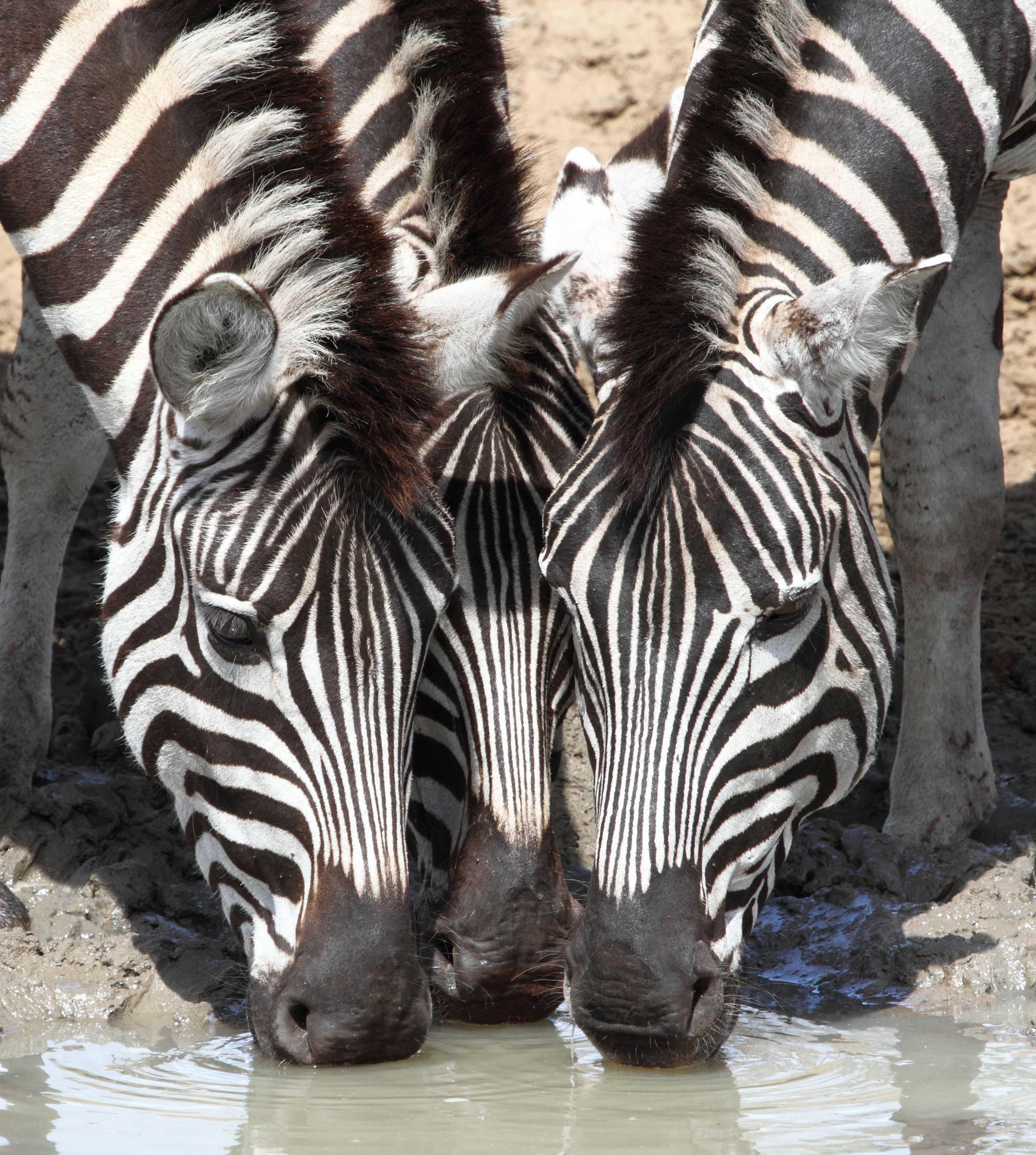
Zèbres buvant dans le KwaZulu-Natal, province d'Afrique du Sud.

Comme la plupart des zèbres des plaines, les femelles et les mâles ont une taille plutôt similaire. La reproduction observée dans cette sous-espèce au Parc national d'Etosha, en Namibie, montre une synchronisation du budget-temps entre les mâles et les femelles, ce qui pourrait expliquer l'absence de dimorphisme sexuel.
Les zèbres de Burchell sont décrits comme rayés sur la tête, le cou et les flancs, ainsi que sur la partie supérieure des membres, alors que leur partie inférieure vire au blanc. Une ou deux « ombres » foncées apparaissent sur les rayures blanches de la hanche. C'est la principale caractéristique qui permet de distinguer le zèbre de Burchell des autres sous-espèces de zèbre des plaines. Gray (1824), a observé une nette raie de mulet, avec une queue dotée de poils raides à son extrémité, tandis que le corps est distinctement blanc. La raie de mulet est étroite et devient progressivement plus large le long du dos, tout en étant bordée de blanc.

## Aire de distribution

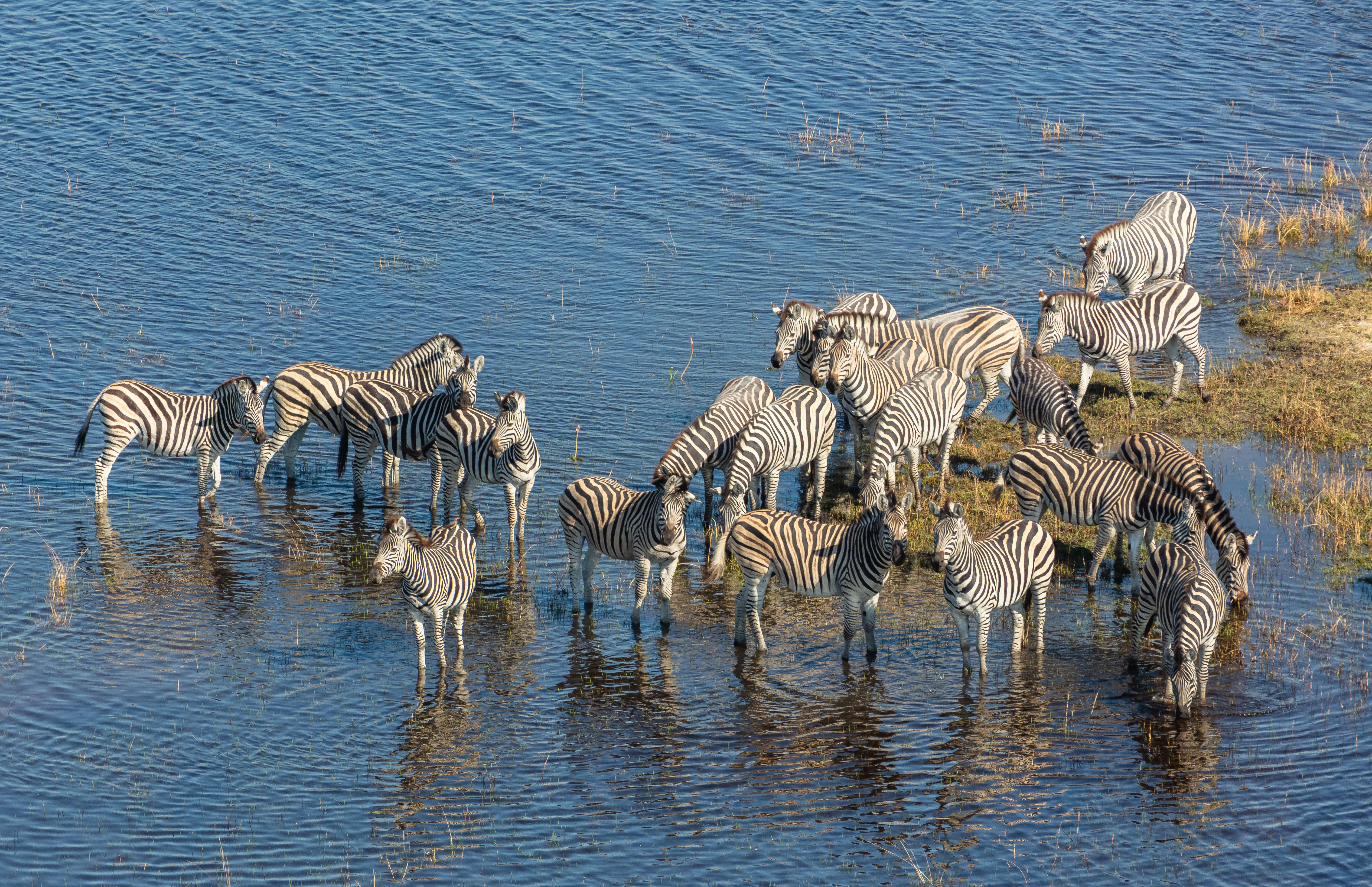
Zèbres de Burchell dans le delta de l'Okavango, Botswana. Aout 2018.

Autrefois, le zèbre de Burchell se retrouvait sur une zone allant du Nord de la rivière Vaal et du fleuve Orange, vers le Sud-Ouest du Botswana vers Etosha et Kaokolved, jusqu'au Sud-Est du Swaziland et de la province du KwaZulu-Natal. Aujourd'hui éteint dans la partie médiane, le zèbre de Burchell existe encore au Nord-Ouest et au Sud-Est de son ancienne zone de distribution.
Le zèbre de Burchell réalise la plus longue migration  des mammifères africains, en parcourant 160 miles (environ 270 km) en un voyage. Sa migration va de la rivière Kwando en Namibie au Parc national de Nxai Pan au Botswana. La migration suit une voie directe du Nord vers le Sud, presque entièrement au sein de la zone de conservation transfrontalière du Kavango-Zambèze(KAZA).

## Sous-population éteinte

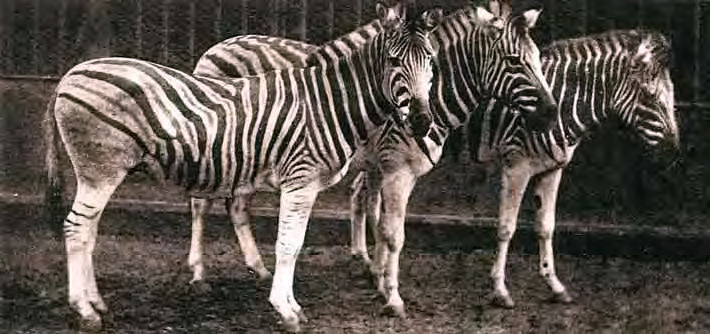
Individus d'une sous-population aujourd'hui éteinte, en 1886.

Comme d'autres zèbres, les zèbres de Burchell peuplaient les plaines africaines en chiffres impressionnants. Les observations de groupes de plusieurs milliers d'individus ont ainsi été rapportées. Les troupeaux sauvages auraient disparu vers 1910, et le dernier individu est décédé en captivité au zoo de Berlin en 1918. La colonisation européenne s'étant propagée depuis le Nord partir du Cap à l'époque coloniale vers le Sud de la Rhodésie, une partie des zèbres aurait peut-être été chassée jusqu'à son extinction.
La sous-espèce Equus quagga burchellii existe encore dans la province du KwaZulu-Natal et dans l'Etosha. Equus quagga burchellii peut être trouvé dans un certain nombre de zoos aux États-Unis et un petit troupeau d'environ 75 à 100 animaux existe au Hearst Ranch de San Simeon aux États-Unis.

## Sources
- Duncan, P. (ed.). 1992. Zebras, Asses, and Horses: An Action Plan for the Conservation of Wild Equids. IUCN/SSC Equid Specialist Group. IUCN, Gland, Switzerland.
- Maas, P. 2005. "Burchell's Zebra – Equus quagga burchellii". The Extinction Website. Downloaded on 21 January 2006.
- Moehlman, P.D. 2002. Equids. Zebras, Assess and Horses. Status Survey and Conservation Action Plan. IUCN/SSC Equid Specialist Group. IUCN, Gland, Switzerland
- La Voix du Nord. 2018. http://lavdn.lavoixdunord.fr/513922/article/2018-12-28/les-supermarches-francais-se-lancent-dans-la-vente-de-viande-de-zebre, France